# 保利娜·雅格施
保利娜·雅格施（德語：Pauline Jagsch，2003年3月13日—），生于柏林，德国女子皮划艇运动员，曾代表国家获得2024年夏季奥林匹克运动会女子四人皮艇500米银牌和女子双人皮艇500米第六名。